# Verschwende deine Zeit – live
Verschwende deine Zeit – live ist das erste Livealbum der deutschen Pop-Rock-Band Silbermond. Es erschien am 18. April 2005 bei Sony BMG.

## Entstehung
Das Album besteht größtenteils aus Live-Aufnahmen aus dem Album Verschwende deine Zeit. Daneben sind außerdem unveröffentlichte Songs und Songs aus den Jast-Zeiten enthalten.
Die Aufnahme wurde während zwei Konzerten am 31. Januar 2005 sowie am 1. Februar 2005 in der Columbiahalle in Berlin gemacht. Dieser Mitschnitt ist auf der ersten DVD enthalten. Die zweite DVD enthält Bonusmaterial wie Backstageszenen und Interviews.
Der Song Unrockbar ist eine Coverversion, die im Original von der Band Die Ärzte stammt. Das Publikum kürte ihn als so genannten Wunschsong, der anschließend von der Band gecovert wurde.

## Titelliste

### DVD 1
| #   | Titel                         | Länge |
| --- | ----------------------------- | ----- |
| 1.  | Letzte Bahn                   | 5:25  |
| 2.  | Du und ich                    | 4:25  |
| 3.  | Vielen Dank                   | 4:22  |
| 4.  | Stückl heile Welt             | 6:00  |
| 5.  | Mach's dir selbst             | 5:17  |
| 6.  | Kauf mich                     | 4:00  |
| 7.  | Unrockbar (Die Ärzte Cover)   | 5:24  |
| 8.  | Verschwende deine Zeit        | 7:13  |
| 9.  | Das Beste                     | 5:59  |
| 10. | 1000 Fragen                   | 6:35  |
| 11. | Passend gemacht               | 3:32  |
| 12. | Zeit für Optimisten           | 5:18  |
| 13. | Kulturelle Ecke               | 4:45  |
| 14. | Immer am Limit                | 6:15  |
| 15. | Durch die Nacht               | 5:23  |
| 16. | Wissen was wird               | 4:32  |
| 17. | Fichtelteil (Instrumental)    | 2:27  |
| 18. | Symphonie                     | 4:56  |
| 19. | So wie jetzt wirds nie wieder | 6:57  |
| 20. | Verschwende deine Zeit (Loop) | 0:35  |
| 21. | Wissen was wird (Loop)        | 0:35  |

### DVD 2
| #   | Titel                         | Länge |
| --- | ----------------------------- | ----- |
| 1.  | Machs dir selbst              | 2:48  |
| 2.  | Durch die Nacht (Videoclip)   | 3:14  |
| 3.  | Symphonie On Stage            | 4:14  |
| 4.  | Symphonie Backstage           | 4:03  |
| 5.  | Making Of Symphonie           | 5:35  |
| 6.  | Zeit für Optimisten           | 3:11  |
| 7.  | Verschwende deine Zeit (Loop) | 0:09  |
| 8.  | Interview mit Stefanie Kloß   | 8:09  |
| 9.  | Interview mit Thomas Stolle   | 8:09  |
| 10. | Interview mit Johannes Stolle | 8:44  |
| 11. | Interview mit Andreas Nowak   | 7:35  |
| 12. | Fanstories 1                  | 6:28  |
| 13. | Fanstories 2                  | 4:16  |
| 14. | Silbermond Tourreport         | 11:07 |
| 15. | Letzte Behn (Loop)            | 0:10  |
| 16. | An dich (Loop)                | 0:10  |
| 17. | Machs dir selbst (Loop)       | 0:10  |
| 18. | 1000 Fragen (Loop)            | 0:35  |
| 19. | Machs dir selbst (Loop)       | 0:10  |
| 20. | Machs dir selbst (Loop)       | 0:10  |

### CD
| #   | Titel                  | Länge |
| --- | ---------------------- | ----- |
| 1.  | Letzte Bahn            | 5:35  |
| 2.  | Du und ich             | 4:26  |
| 3.  | Vielen Dank            | 4:24  |
| 4.  | Stückl heile Welt      | 4:45  |
| 5.  | Mach's dir selbst      | 3:21  |
| 6.  | Kauf mich              | 3:53  |
| 7.  | Verschwende deine Zeit | 7:20  |
| 8.  | 1000 Fragen            | 6:29  |
| 9.  | Passend                | 3:35  |
| 10. | Zeit für Optimisten    | 3:36  |
| 11. | Immer am Limit         | 5:56  |
| 12. | Durch die Nacht        | 5:31  |
| 13. | Wissen was wird        | 4:47  |
| 14. | Symphonie              | 4:50  |

## Rezeption
Von Kritikern wurde das Album überwiegend positiv bewertet.
Vicky Butscher vergibt auf laut.de 3 von 5 Sterne und schreibt, dass die Aufnahmen rundum gelungen sind und die DVD eine kurzweilige Unterhaltung biete. Allerdings lahmen die Specials ihrer Meinung nach etwas.
whiskey-soda.de vergibt die Schulnote 2 und bezeichnet das Album als ordentlich zusammengestellt. Allerdings ist es laut der Meinung des Kritikers nur für richtige Fans geeignet.
Auch SWR3 bewertet das Album überwiegend positiv und lobt vor allem die Interaktionen mit dem Publikum.